# Parasoloe tetrasticta
Parasoloe tetrasticta är en fjärilsart som beskrevs av Sergius G. Kiriakoff 1954. Parasoloe tetrasticta ingår i släktet Parasoloe och familjen nattflyn. Inga underarter finns listade i Catalogue of Life.